# Комаров, Сергей Васильевич
Сергей Васильевич Комаров (20 мая 1905, Москва — 25 июня 2002, там же) — советский и российский киновед, педагог, доктор искусствоведения, профессор.

## Биография
Родился 20 мая 1905 года в Москве. В 1926—1928 годах учился на режиссёрском факультете Государственного техникума кинематографии (ныне ВГИК). В 1931 году окончил факультет литературы и искусства Московского государственного университета.
С 1931 года заведовал кабинетом киноведения и фильмотекой ГИКа. В 1941 году был временно назначен директором института и организовал его эвакуацию в Алма-Ату. С 1943 по 1946 год работал заместителем директора ВГИКа по научной работе, с 1946 по 1952 год — начальником отдела кинофикации учебного процесса Министерства высшего образования СССР.
С 1932 по 2002 год преподавал во ВГИКе, читал курс истории и теории зарубежного киноискусства. В 1939 году ему было присвоено звание доцента, в 1967 году — звание профессора.
Киновед Валерий Фомин вспоминал о нём:

Всегда улыбчивый, живой и добрейший Сергей Васильевич, вместо того, чтобы постоянно напоминать своим студентам о забвении критериев классовой борьбы в растленном западном кинематографе, чего только не делал и не предпринимал, чтобы его ученики видели лучшие образцы зарубежного кино как можно больше. А если уж какая нелегкая заносила в Москву какую-нибудь зарубежную делегацию (а приезжали к нам все-таки достойные люди), то он устраивал так, что заезжие гости уж никак не могли разминуться с его вгиковскими воспитанниками. Он приводил нас даже в насквозь обсиженный чекистами Дом Дружбы и другие немыслимые места, а если уж не мог провести на какой-нибудь просмотр официально, то толково объяснял систему тайных коммуникаций, коими можно воспользоваться. И при этом никогда никого не зомбировал своими собственными взглядами и оценками, хотя по должности просто обязан был втолковывать своим несмышленышам, какая пакость этот Феллини…
Доктор искусствоведения (1966). Лауреат премии Парижской всемирной выставки за организацию первой научной фильмотеки (1937) и почётной премии «Ника» за вклад в кинематографическую науку и образование (2002). Награждён орденами «Знак Почёта», «За заслуги перед Отечеством», медалями. Был членом Союза кинематографистов России.
Печатался по вопросам киноискусства с 1930-х годов. Автор ряда статей и книг по истории и идеологии зарубежного кинематографа, разработал программы нескольких учебных курсов для ВГИКа. Выступал с лекциями в университетах и киношколах США, Франции, Дании, Германии, Чехословакии. Был членом жюри различных международных кинофестивалей.
С 1977 года Сергей Васильевич Комаров и его жена Галина Владимировна жили в Доме ветеранов кино в Матвеевском. Сергей Васильевич до последних дней возглавлял Совет старейшин Дома, был его душой и легендой.
Похоронен в Москве на Ваганьковском кладбище.

## Награды
- Орден «За заслуги перед Отечеством» IV степени (22 мая 2000) — за плодотворную исследовательскую и просветительскую деятельность в области киноискусства[8]
- Орден Дружбы (22 июля 1995) — за заслуги перед государством, успехи, достигнутые в труде, большой вклад в укрепление дружбы и сотрудничества между народами[9]
- Орден «Знак Почёта» (14 апреля 1944) — за успешную работу в области советской кинематографии в дни Отечественной войны и выпуск высокохудожественных кинокартин[10].

## Фильмография
- 2005 — «Киновек Сергея Комарова», реж. Марианна Киреева и Марина Труш. В фильме участвуют: Наум Клейман — директор Музея кино, Сергей Лазарук — киновед, Вадим Абдрашитов и Марлен Хуциев — кинорежиссеры, Александр Новиков — ректор ВГИКа.